# Skybynzi (Bila Zerkwa)
Skybynzi (ukrainisch Скибинці; russisch Скибинцы Skibinzy) ist ein Dorf im Südwesten der ukrainischen Oblast Kiew mit etwa 750 Einwohnern (2001).

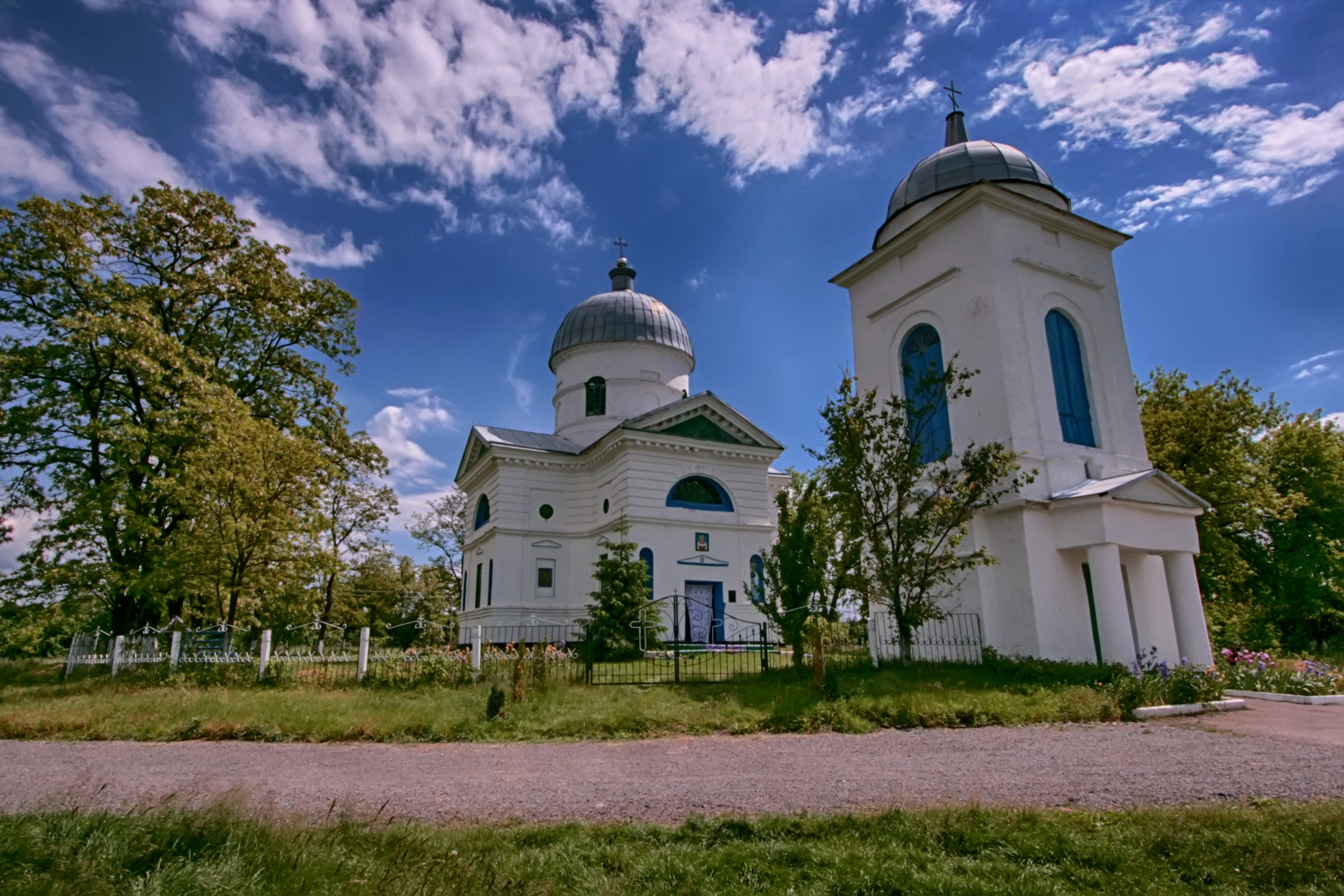
Denkmalgeschützte Fürbittekirche in Skybynzi

Das 1500 gegründete Dorf liegt auf einer Höhe von 200 m an der Mündung der 73 km langen Roska (Роська) in den Ros, 12 km nordöstlich vom Gemeinde- und Rajonzentrum Tetijiw und 145 km südwestlich vom Oblastzentrum Kiew.
Im Dorf befindet sich mit der 1825 im Stil des Klassizismus erbauten, orthodoxen Fürbittekirche ein architektonisches Denkmal von nationaler Bedeutung.
Am 22. September 2017 wurde das Dorf ein Teil der neugegründeten Stadtgemeinde Tetijiw, bis dahin bildete es die gleichnamige Landratsgemeinde Skybynzi (Скибинецька сільська рада/Skybynezka silska rada) im Norden des Rajons Tetijiw.
Am 17. Juli 2020 kam es im Zuge einer großen Rajonsreform zum Anschluss des Rajonsgebietes an den Rajon Bila Zerkwa.

## Söhne und Töchter der Ortschaft
- Fedir Kryschaniwskyj (Федір Іванович Крижанівський; 1878–1938), Parteivorsitzender und Mitgründer der Zentralna Rada[5]
- Anton Lebedynez (Антон Дмитрович Лебединець; 1895–1979), Komponist und Chorleiter[6]